# Cazaugitat
Cazaugitat (okzitanisch Casau Gitat) ist eine französische Gemeinde mit 212 Einwohnern (Stand 1. Januar 2022) im Département Gironde in der Region Nouvelle-Aquitaine (vor 2016 Aquitaine). Sie gehört zum Arrondissement Langon und zum Kanton Le Réolais et Les Bastides.

## Geographie
Cazaugitat liegt etwa 53 Kilometer ostsüdöstlich von Bordeaux und 32 Kilometer nordöstlich von Langon im Weinbaugebiet Entre deux mers. An der nördlichen Gemeindegrenze verläuft der Fluss Vignague, im Südosten der Ségur. Umgeben wird Cazaugitat von den Nachbargemeinden Soussac im Norden, Auriolles im Nordosten und Osten, Saint-Ferme im Osten und Südosten, Rimons und Caumont im Süden, Cleyrac im Westen sowie Mauriac im Nordwesten.

## Bevölkerungsentwicklung
| Jahr                       | 1962 | 1968 | 1975 | 1982 | 1990 | 1999 | 2009 | 2020 |
| Einwohner                  | 352  | 323  | 294  | 236  | 212  | 223  | 253  | 217  |
| Quellen: Cassini und INSEE |      |      |      |      |      |      |      |      |

## Sehenswürdigkeiten

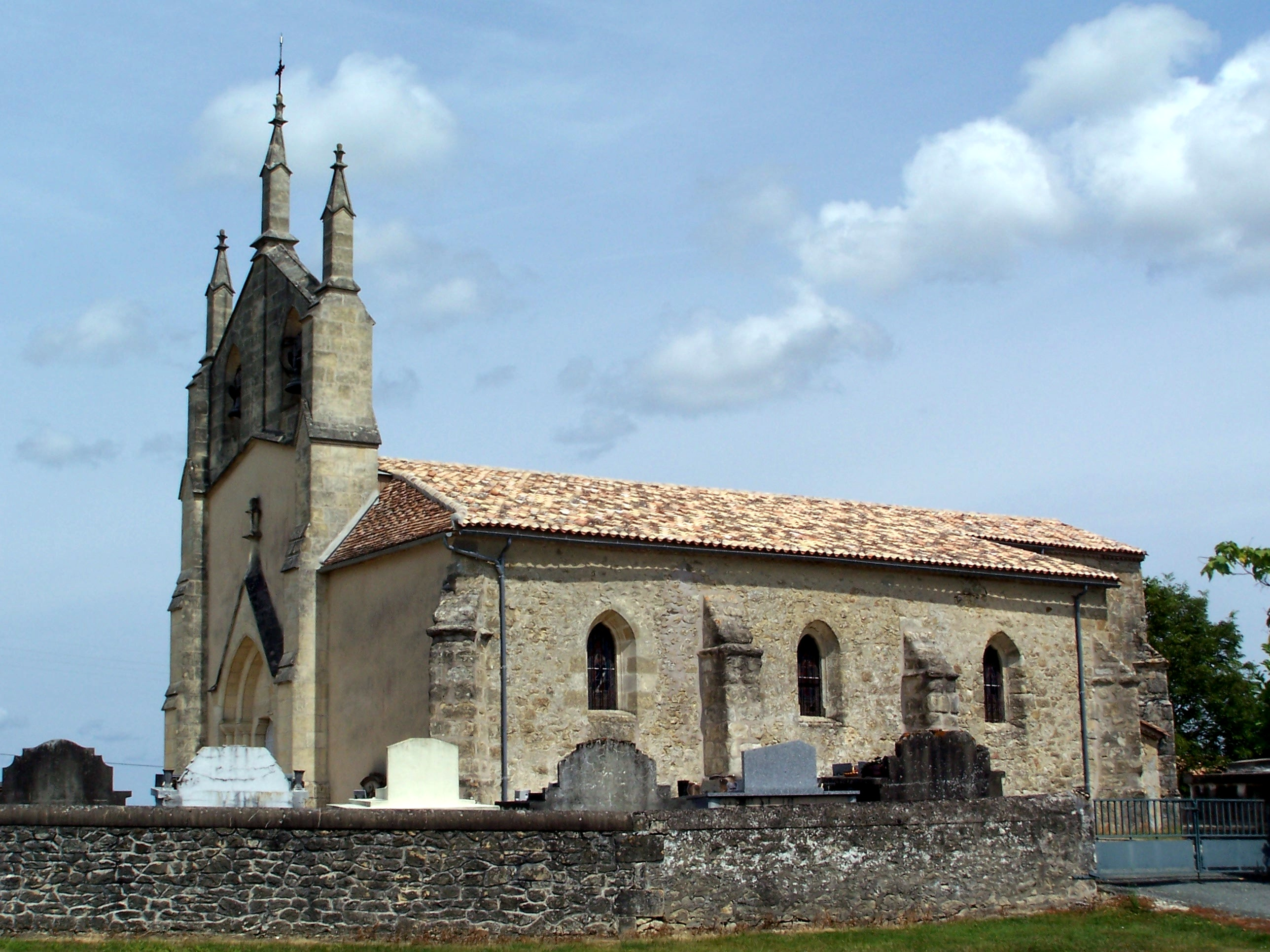
Kirche Saint-Pierre
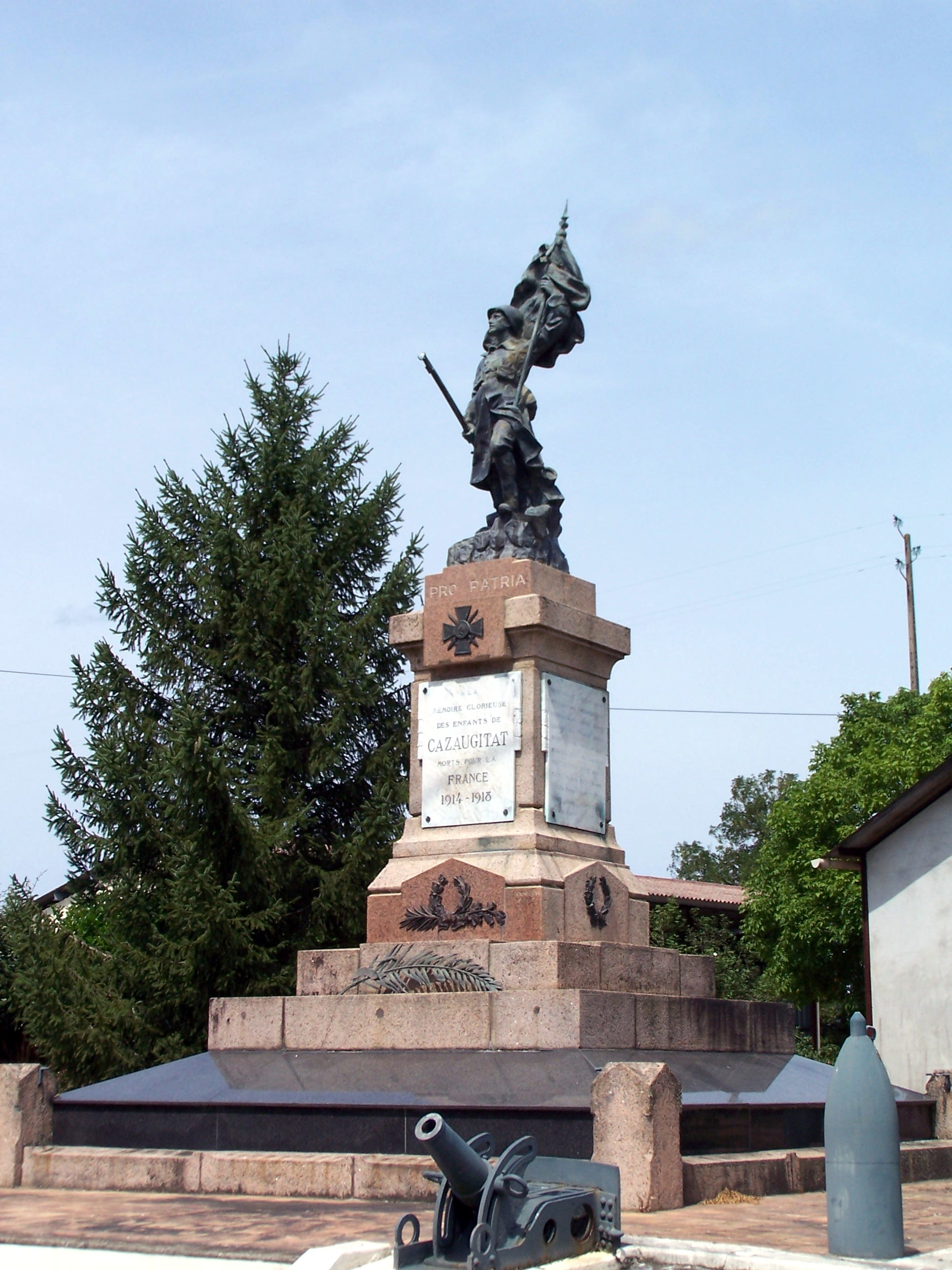
Gefallenendenkmal

- Kirche Saint-Pierre
- Gefallenendenkmal